# 239200 Luoyang
239200 Luoyang este un asteroid din centura principală de asteroizi.

## Descriere
239200 Luoyang este un asteroid din centura principală de asteroizi. A fost descoperit pe 23 iunie 2006 la Observatorul Lulin de Ting Chang Yang și Quan-Zhi Ye. Asteroidul prezintă o orbită caracterizată de o semiaxă mare de 2,74 ua, o excentricitate de 0,15 și o înclinație de 2,4° în raport cu ecliptica.